# Lunds LHK Nayan
Lunds LHK Nayan (Kortform: "Nayan") är en svensk landhockey- och indoorhockeyklubb som bildades i Lund 1981, då under namnet Nayan 81 LHC.

## Om klubben
Ordet "Nayan" kommer från Hindi och betyder "ögon". Det är dock omtvistat huruvida detta ord är anledningen till namnet eller om det är en förkortning för "Nalkas alla ynglingar av nyans".
Nayans damlag har under slutet av 1990-talet och framåt varit mycket framgångsrika och under 2000-talet har även herrarna gått upp till den absoluta eliten inom svensk landhockey.
Föreningens Landhockeyverksamhet är hotad då man inte längre har tillgång till en landhockeyplan i närområdet.  
Sen landhockeyplanen på Klostergårdens IP revs och senare även det sandbaserade konstgränset vid Malmö stadion har Nayan inte haft en fast hemmaplan för landhockey.
I och med att landhockey inte kan spelas på det nya 3:e generationens fotbollskonstgräs (då gräset är för långt och bollen därmed fastnar) har landhockeyplanerna i Sverige minskat markant under de senaste åren. Det finns idag bara en godkänd plan kvar i Sverige som återfinns i Göteborg.

## Indoorhockey

### Seriespel
2006-2007 var det oerhört nära ett guld för Nayan när man i SM-finalen förlorade med 7-8 mot Partille SC.
2007-2008 slutade i ett antiklimax när Nayan missade slutspelet och slutade på femte plats i Allsvenskan.
2008-2009 var, efter fjolårets misslyckande, åter en framgångsrik säsong för Lunds LHK Nayan, som slutade på andraplats i Allsvenskan.
Dock nådde man inte final i det följande slutspelet då Valhalla LHC avgjorde semifinalen i slutminuten och vann med 3-2.
I bronsmatchen slogs IFK Täby med 3-2.

### Dansk-Svenska Mästerskapet
Från och med 2009 är det planerat att de fyra bäst placerade lagen i danska och svenska högstaligan ska kvalificerade till ett danskt-svenskt mästerskap. Detta kommer att spelas i två semifinal omgångar och en finalomgång.
Lunds LHK Nayan är kvalificerade i och med sin tredjeplats i serien 2008-2009 kvalificerade för detta mästerskap.

## Landhockey

### Seriespel
2007 tog Nayans systerförening Malmö LHK (sammanslagning av Bjärred LHC & Lunds LHK Nayan) SM-silver under utomhussäsongen, åter igen bara ett mål ifrån en guldmedalj, som istället kneps av IFK Täby.
2008 och 2009 hamnade Nayan på tredje plats i SM, precis utanför kvalifikationen för europacupen.

### Europacupen
2007 års andraplats ledde till att man kvalificerade sig för Europacupen.
I europacupen gick gruppspelet gick strålande och efter ha slagit norska Sagene IF, cypriotiska Lions HC samt spelat oavgjort mot turkiska Gaziantep SC kvalificerade man sig till uppflyttningsmatch mot serbiska HK Elektrovojvodina. Där tog det tyvärr stopp och HK Elektrovojvodina vann uppflyttningsmatchen med 5-3.

## Nayan Cup
Sedan 1989 har Lunds LHK Nayan arrangerat "Nayan Cup", en turnering i indoorhockey som lockat en mängd lag från hela norra europa under åren.
Turneringen har under hela 2000-talet spelats på Victoriastadion i Lund under månadsskiftet november-december.
Sedan 2009 har Nayan Cup varit enbart för ungdomar och kallas för "Nayan Youth Cup", den går av stapeln sista helgen i november.